# Quercus ningangensis
Quercus ningangensis är en bokväxtart som först beskrevs av Wan Chun Cheng och Yung Chun Hsu, och fick sitt nu gällande namn av Cheng Chiu Huang. Quercus ningangensis ingår i släktet ekar, och familjen bokväxter. Inga underarter finns listade.